# The Best of Dokken
The Best of Dokken è una raccolta del gruppo musicale statunitense Dokken, pubblicata esclusivamente in Giappone il 10 giugno 1994, in concomitanza con la reunion del gruppo avvenuta quello stesso anno.
È l'unico album ufficiale dei Dokken dove compare la canzone Back for the Attack, non pubblicata a suo tempo nell'album omonimo e reperibile fino a quel momento solo come lato B del singolo Dream Warriors.

## Tracce
1. Tooth and Nail – 3:41 (dall'album Tooth and Nail)
2. In My Dreams – 4:21 (dall'album Under Lock and Key)
3. Breaking the Chains – 3:52 (dall'album Breaking the Chains)
4. Into the Fire – 4:27 (dall'album Tooth and Nail)
5. Burning Like a Flame – 4:46 (dall'album Back for the Attack)
6. It's Not Love – 5:01 (dall'album Under Lock and Key)
7. Alone Again – 4:20 (dall'album Tooth and Nail)
8. The Hunter – 4:09 (dall'album Under Lock and Key)
9. Kiss of Death – 5:51 (dall'album Back for the Attack)
10. Just Got Lucky – 4:35 (dall'album Tooth and Nail)
11. Back for the Attack – 3:51 (dal singolo Dream Warriors)
12. Unchain the Night – 5:20 (dall'album Under Lock and Key)
13. Dream Warriors – 4:42 (dall'album Back for the Attack)
14. Mr. Scary – 4:30 (dall'album Back for the Attack)
15. Walk Away – 5:02 (dall'album Beast from the East)
16. Paris Is Burning – 5:09 (dall'album Breaking the Chains)

## Formazione
- Don Dokken – voce
- George Lynch – chitarre
- Jeff Pilson – basso, cori
- Mick Brown – batteria, cori
- Juan Croucier – basso (tracce 3-16)